# José Joaquín Aguirre
José Joaquín Aguirre Campos (Santa Rosa de Los Andes, Región de Valparaíso, fines de noviembre de 1822-Cartagena, Región de Valparaíso, 22 de enero de 1901) fue un médico cirujano, político liberal chileno y rector de la Universidad de Chile.

## Primeros años de vida
Fue hijo de Manuel Aguirre Arias y de María Campos Villarroel. Estudió en el Instituto Nacional y se graduó de médico cirujano el 26 de julio de 1850. Su memoria de prueba versó sobre las Fiebres Esenciales.

### Matrimonios e hijos
En la capilla San José de Pocuro el 31 de mayo de 1860, se casó con Dolores Araya Arancibia, con quien tuvo dos hijos, y que murió en el incendio de la Iglesia de la Compañía (8 de diciembre de 1863).
En el fundo Lo Águila el 7 de junio de 1868, contrajo segundas nupcias con Mercedes Martínez de Luco y Gutiérrez, con quien tuvo seis hijos: Juana Aguirre Luco, ex primera dama de Chile, esposa de su sobrino, el futuro presidente de Chile Pedro Aguirre Cerda; María Teresa Aguirre Luco, casada con Diego Montt Vergara; y José Joaquín, Roberto, Carlos y Guillermo Aguirre Luco.

## Vida pública
En 1850 es elegido miembro de la Facultad de Medicina. Profesor de anatomía en la Escuela de Medicina de la Universidad de Chile y se desempeñó como catedrático de cirugía, fisiología y anatomía descriptiva. 
Durante veinte años, a partir de 1855, fue decano de la Facultad de Medicina y desde 1889 a 1893, Rector de la Universidad de Chile.
Se le nombró miembro de la Junta Directiva de la Casa de Orates y fiscal del antiguo Protomedicato. Por esa época escribió la obra La Mortalidad de los Párvulos.
Durante la Guerra del Pacífico (1879-1881) fue encargado de organizar las ambulancias militares.

## Carrera política
Elegido Diputado por Rere en 1855, representando al Partido Liberal. Reelecto en 1858 al Congreso, esta vez por Los Andes. En 1861 nuevamente por Los Andes. Estuvo fuera del Parlamento desde 1864 a 1876, cuando regresó como diputado por San Felipe. Diputado por Santiago en 1882, fue reelegido en 1885 y 1888.
Diversos proyectos de reglamentación de corporaciones médicas y de higiene pública se deben a su gestión parlamentaria. En sus períodos legislativos integró la Comisión permanente de Hacienda e Industria y la de Educación y Beneficencia. 
Fue uno de los fundadores de la Sociedad Médica. En su homenaje se dio su nombre al Hospital Clínico de la Universidad de Chile (conocido popularmente como el Jota Jota).